# Cohors I Flavia Chalcidenorum

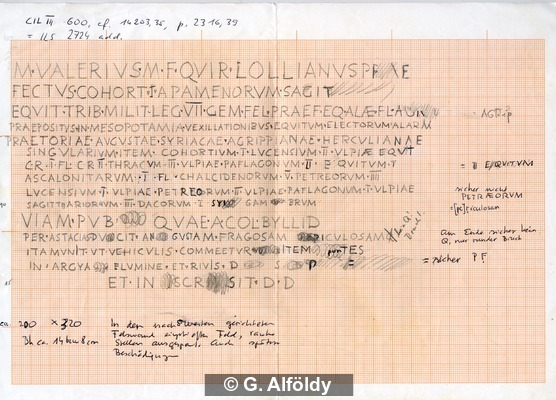
Eine Zeichnung der Inschrift, angefertigt durch Géza Alföldy

Die Cohors I Flavia Chalcidenorum  [sagittariorum oder sagittaria] [equitata] (deutsch 1. Kohorte die Flavische aus Chalcis [der Bogenschützen] [teilberitten]) war eine römische Auxiliareinheit. Sie ist durch Militärdiplome und Inschriften belegt.

## Namensbestandteile
- Cohors: Die Kohorte war eine Infanterieeinheit der Auxiliartruppen in der römischen Armee.

- I: Die römische Zahl steht für die Ordnungszahl die erste (lateinisch prima). Daher wird der Name dieser Militäreinheit als Cohors prima .. ausgesprochen.

- Flavia: die Flavische. Die Ehrenbezeichnung bezieht sich auf die flavischen Kaiser Vespasian, Titus und Domitian.

- Chalcidenorum: aus Chalcis. Die Soldaten der Kohorte wurden bei Aufstellung der Einheit aus der Stadt Chalcis und ihrer Umgebung rekrutiert.

- sagittariorum oder sagittaria: der Bogenschützen. Der Zusatz kommt in den Militärdiplomen von 144 und in Inschriften[1] vor.

- equitata: teilberitten. Die Einheit war ein gemischter Verband aus Infanterie und Kavallerie. Der Zusatz kommt in Inschriften[2] vor.

Da es keine Hinweise auf den Namenszusatz milliaria (1000 Mann) gibt, war die Einheit eine Cohors quingenaria equitata. Die Sollstärke der Kohorte lag bei 600 Mann (480 Mann Infanterie und 120 Reiter), bestehend aus 6 Centurien Infanterie mit jeweils 80 Mann sowie 4 Turmae Kavallerie mit jeweils 30 Reitern.

## Geschichte
Die Kohorte war in der Provinz Syria stationiert. Sie ist auf Militärdiplomen für die Jahre 144 bis 156/157 n. Chr. aufgeführt.
Die Einheit wurde möglicherweise unter Domitian (81–96) aufgestellt und war vermutlich von Anfang an in Syria stationiert. Der erste Nachweis der Einheit in Syria beruht auf Diplomen, die auf 144 datiert sind. In den Diplomen wird die Kohorte als Teil der Truppen aufgeführt (siehe Römische Streitkräfte in Syria), die in der Provinz stationiert waren. Weitere Diplome, die auf 153 bis 156/157 datiert sind, belegen die Einheit in derselben Provinz.
Eine Vexillation der Kohorte nahm am Partherkrieg des Lucius Verus (161–166) teil. Sie wird in einer Inschrift als Teil der Einheiten aufgelistet, die unter der Leitung von Marcus Valerius Lollianus standen. Eine Bauinschrift aus dem syrischen Grenzkastell ed-Dumer unter ihrem Kommandeur Aelius Herculanus weist die Einheit dort für das Jahr 162 aus. Möglicherweise befand sich hier der Truppenstandort dieser Einheit.
Der letzte Nachweis der Einheit beruht auf einer Inschrift, die auf 247 datiert ist.

## Standorte
Standorte der Kohorte in Syria waren möglicherweise:
| - Kastell ed-Dumer: eine Inschrift wurde hier gefunden. | - Palmyra: vier Inschriften wurden hier gefunden. |

## Angehörige der Kohorte
Folgende Angehörige der Kohorte sind bekannt.

### Kommandeure
| - []diani[], ein Präfekt (AE 1969/70, 610) - Aelius Herculanus, ein Präfekt (CIL 3, 6658) | - [C. Iulius] Rogatianus, ein Tribun (AE 1991, 1574) |

### Sonstige
| - , Eine schwer beschädigte griechische Inschrift, als Spolie in das spätantike Armamentarium des Kastells ed-Dumer verbaut, nennt den Duplicarius und Candidatus Aurelius, der möglicherweise einen Weihestein aufstellen ließ. Gesichert ist es nicht, aber er könnte der Kohorte angehört haben. |